# Ћирковиће
Ћирковиће је насеље у општини Лепосавић на Косову и Метохији. Површина катастарске општине Ћирковиће где је атар насеља износи 693 ha. Припада месној заједници Бистрица. Налази се на 24 km северно од Лепосавића, са десне стране горњег тока Бистричке реке.  Средња надморска висина села је 638 метара.
По распореду и просторној удаљености кућа у село се издвајау засеоци Ћирковићи и Бановићи.
Назив села потиче од имена рода Ћирковића, а може се тумачити и као антропоним (лично мушко име Ћирко, вероватно старешина рода или оснивач насеља.)
Под данашњим именом село се не помиње у писаним изворима па се може закључити да спада у млађа насеља (крај XVII или почетак XVIII века). 

## Демографија
- попис становништва 1948: 125
- попис становништва 1953: 129
- попис становништва 1961: 119
- попис становништва 1971: 95
- попис становништва 1981: 110
- попис становништва 1991: 75

У селу 2004. године живи 76 становника и броји 26 домаћинстава. Данашње становништво чине родови : Спасићи, Ћирковићи, Бановићи, Оровчићи, Ћосићи, Караџићи, Петровићи, Савићи, Ђорђевићи.